# Natividad Barroso
Nativitat Barroso García (Santa Cruz de Tenerife, 1937) és una investigadora de l'etnofolklore, escriptora, assagista i poeta veneçolana oriünda de les Illes Canàries que viu a Barquisimeto, a l'estat Lara de Veneçuela. Llicenciada en Lletres per la Universitat Central de Veneçuela (UCV) va fer un postgrau en etnomusicologia a la Fundació d'Etnomusicologia i Folklore i estudis de postgrau de Literatura Comparada a la UCV. És cofundadora de l'Associació d'Escriptors de l'Estat Lara (ASELE) i professora universitària amb una gran varietat d'interessos científics i humanístics que van des de la literatura i la lingüística fins a l'antropologia i l'etnologia.
El 1982 va crear un programa d'animació a la lectura denominat La hora de la resonancia, que va ser dissenyat específicament per a desenvolupar l'interès cap a la lectura en veïnats socialment deprimits de Barquisimeto, capital de l'estat Lara i va obtenir notables èxits reconeguts per la International Reading Association (ara International Literacy Association). Articulista de diverses revistes veneçolanes de cultura com la Revista Nacional de Cultura i del reconegut diari de Barquisimeto El Impulso, ha estat ponent i organitzadora de jornades, trobades, congressos i debats relacionats amb les seves àrees de recerca acadèmiques i propulsora de l'art i la cultura en seva regió veneçolana d'adopció, l'Estat Lara, el que li va valer, l'abril de 1999, el Botón al Mérito «Ciudad de Barquisimeto» en la seva única classe. Aquest guardó reconeix la trajectòria de persones i institucions que hagin fet notables contribucions culturals, socials i esportives a aquesta província veneçolana. El 2007 va rebre el Premi de Literatura Roberto Montesinos de l'Estat Lara i també va ser nomenada «Patrimoni Cultural» per l'estat veneçolà. El 2019 la 14a Fira Internacional del Llibre de Veneçuela, capítol de Lara, li va retre un homenatge.

## Obra literària
- Cuatro ensayos desde los Crepúsculos (Caracas, Monte Ávila Editores, col·lecció Las formas del fuego, 2004)
- Prosas Inconscientes (Asela, 2005)
- Eros y Sociedad (Ateneo Ciudad de Barquisimeto, 2007)

## Antologies
- De esta manera. Muestra poética de Lara (1987.)
- Imaginar la distancia. Poesia larense del siglo XX (2000).
- Imagen poética de Barquisimeto (2002).
- La fiesta de los Saragozas del Estado Lara (2003).
- Floricanto: 58 poetas larenses (2006).
- III Antología de Poesía del Estado Mérida (2008).
- Our voice / Nuestras voces / Notre vo del Pen Club International (2005).
- Conjugando las voces l'editorial Novel Art de Córdoba, Argentina.
- Nuevas voces (CELARG, 2008) Caracas.
- Narradores por la tarde (Casa Nacional de les Lletres "Andrés Bello", 2008) Caracas.
- Ressenyada en la tercera edició del diccionari Quiénes escriben en Venezuela. Siglos XVIII al XXI (Caracas, Alfadil, 2006).